# Sasso di Asiago
Sasso di Asiago is een plaats (frazione) in de Italiaanse gemeente Asiago.